# مون تشانغ جين
مون تشانغ جين (بالكورية: 문창진)‏ (مواليد 12 يوليو 1993) هو لاعب كرة قدم كوري جنوبي لعب في نادي شباب الأهلي الإماراتي في عام 2017 .

## روابط خارجية
- مون تشانغ جين على موقع دوري كوريا الجنوبية (الإنجليزية)
- مون تشانغ جين على موقع قاعدة بيانات كرة القدم.إي يو (الإنجليزية)
- مون تشانغ جين على موقع Soccerway.com (الإنجليزية)
- مون تشانغ جين على موقع أوليمبيديا (الإنجليزية)

- مون تشانغ جين